# Richard Onslow (1er baron Onslow)
Pour les articles homonymes, voir Richard Onslow.
Richard Onslow (23 juin 1654 – 5 décembre 1717), 1er baron Onslow, est un membre du Parlement d'Angleterre puis du Parlement de Grande-Bretagne, et membre du Parti whig. Il est président de la Chambre des communes de 1708 jusqu'en 1710 et chancelier de l'Échiquier de 1714 à 1715.

## Biographie
Onslow est une figure très impopulaire parmi les membres des deux partis politiques, en particulier pendant son temps en tant que président de la Chambre. Il est extrêmement pointilleux et fait preuve d'un dévouement absolu au principe, ce qui lui vaut le surnom Stiff Dick (« Dick le raide »).
Son père Arthur est un homme politique, tout comme son grand-père maternel Thomas Foote, Lord-maire de Londres en 1649. Il est né dans le Surrey et étudie au Saint-Edmund Hall de l'université d'Oxford puis à l'Inner Temple, mais il entre au Parlement comme député de Guildford en 1679 avant qu'il ne puisse être appelé au barreau. Une des premières actions d'Onslow en tant que député est de soutenir le projet de loi d'exclusion qui vise, en vain, à exclure le prince catholique Jacques de l'ordre de succession au trône anglais.
À la mort de la reine Anne en 1714, Onslow se montre un ardent défenseur de la loi d'établissement qui garantit la passation du trône à un monarque protestant, en l'occurrence George Ier. En échange de son soutien Onslow est récompensé en étant nommé chancelier de l'Échiquier, un poste qu'il occupe pendant environ un an avant de démissionner.